# Windows Mail
Windows Mail ist die in Windows Vista enthaltene Weiterentwicklung von Outlook Express.
Anders als früher Outlook Express wird Windows Mail nicht zusammen mit neuen Versionen des Internet Explorer unter anderen Versionen von Windows installiert, sondern ist Windows Vista vorbehalten. Dennoch ist Windows Mail eng mit dem Internet Explorer verknüpft und von dessen Sicherheitszonen abhängig. Windows Mail nutzt auch den Phishing-Filter des Internet Explorer, der gleichzeitig mit dessen Version 7 eingeführt wurde.
Ein interessanter Aspekt ist, dass über Windows Mail keine Nutzung des von Microsoft angebotenen Dienstes Hotmail mehr möglich ist. Hotmail oder outlook.com ließ sich nur per POP verwenden. Bei Problemen mit Windows Mail riet Microsoft, stattdessen das Programm Windows Live Mail einzusetzen.
Weitere Neuerungen:
- Spamfilter[2]
- Robusteres Dateisystem[2]
- Keine vollständig getrennte E-Mail-Identitäten für dasselbe Benutzerkonto des Mehrbenutzersystems[7]

## Nachfolger: Mail & Kalender (Windows 8 bis 11)
Mit dem Erscheinen von Windows 8 im Jahr 2012 führte Microsoft erstmals eine moderne, auf der Modern UI (später UWP) basierende E-Mail-Anwendung namens Mail ein, die standardmäßig vorinstalliert war.
Ab Windows 10 wurde die App als Mail & Kalender weiterentwickelt und ebenfalls als Systemanwendung bereitgestellt. Sie unterstützte neben Microsoft-Konten (Outlook.com, Exchange) auch Gmail, Yahoo, IMAP und POP. Die App war tief in das Betriebssystem integriert, z. B. über das Windows-Benachrichtigungssystem und die Kontakte-App („Personen“).
Im Jahr 2023 kündigte Microsoft an, dass die Anwendungen Mail & Kalender sowie Personen bis spätestens zum 31. Dezember 2024 eingestellt und vollständig durch das neue Outlook für Windows ersetzt werden. Ab diesem Datum ist kein Versand oder Empfang von E-Mails oder Kalenderereignissen über die alten Apps mehr möglich.